# 比斯珀比约站
比斯珀比约站（丹麥語：Bispebjerg Station）是哥本哈根市郊铁路的一座车站。位于丹麦首都哥本哈根比斯珀比約和诺勒布罗交界处。1996年启用。

## 外部連結
- 丹麦国家铁路官网对本站的介绍 （页面存档备份，存于）（丹麦语）